# ХМС Резолушон (Кук)
ХМС Резолушон слуп Краљевске морнарице, брод којим је капетан Џејмс Кук направио свој други и трећи истраживачки поход у Пацифику. Кук је био тако импресиониран бродом да га је називао „бродом свог избора“.